# Stefania breweri
Espèce
Statut de conservation UICN

 VU  : Vulnérable
Stefania breweri est une espèce d'amphibiens de la famille des Hemiphractidae.

## Répartition
Cette espèce est endémique de l'État d'Amazonas au Venezuela. Elle  se rencontre à Atures à 1 250 m d'altitude sur le cerro Autana.

## Étymologie
Cette espèce est nommée en l'honneur de Charles Brewer-Carías.

## Publication originale
- Barrio-Amorós & Fuentes, 2003 : A new species of Stefania (Anura: Hylidae: Hemiphractinae) from the summit of cerro Autana, Estado Amazonas, Venezuela. Herpetologica, vol. 59, no 4, p. 504-512 (texte intégral).